# 万有系数定理
代数拓扑中，万有系数定理建立了同调群（或上同调群）与不同系数的关系。例如，对每个拓扑空间X，其整同调群是：
{\displaystyle H_{i}(X;\ \mathbb {Z} )}
对任何阿贝尔群A，都能完全确定其系数在A中的同调群：
{\displaystyle H_{i}(X;\ A)}
其中{\displaystyle H_{i}}可能是单纯同调或更一般的奇异同调。此结果的一般证明是关于自由阿贝尔群链复形的纯同调代数，结果的形式是，可以使用其他系数A，代价是使用Tor函子。
例如，通常取A为{\displaystyle \mathbb {Z} /2\mathbb {Z} }，于是系数是模2。在同调中没有2-扭化的情形下，这就变得简单明了了。一般来说，这结果表明了X的贝蒂数{\displaystyle b_{i}}与F域中的系数的贝蒂数{\displaystyle b_{i,\ F}}之间的关系。但只有当F的特征是素数p、且同调中存在某种p-扭化时，才会有所不同。

## 同调情形的说明
考虑模的张量积{\displaystyle H_{i}(X;\ \mathbb {Z} )\otimes A}。该定理指出，有一个涉及Tor函子的短正合列
{\displaystyle 0\to H_{i}(X;\mathbf {Z} )\otimes A\,{\overset {\mu }{\to }}\,H_{i}(X;A)\to \operatorname {Tor} _{1}(H_{i-1}(X;\mathbf {Z} ),A)\to 0.}
其中μ是双射{\displaystyle H_{i}(X;\ \mathbb {Z} )\times A\to H_{i}(X;\ A)}诱导的映射。即，张量积的同态由直积的双射诱导。此外，这序列会分裂，虽然不是自然分裂。
若系数环A是{\displaystyle \mathbb {Z} /p\mathbb {Z} }，这就是伯克斯坦谱序列的一个特例。

## 上同调的万有系数定理
令G为主理想域R（如{\displaystyle \mathbb {Z} }或某个域）上的模。
还有一个涉及Ext函子的上同调的万有系数定理，断言有自然的短正合列
{\displaystyle 0\to \operatorname {Ext} _{R}^{1}(H_{i-1}(X;R),G)\to H^{i}(X;G)\,{\overset {h}{\to }}\,\operatorname {Hom} _{R}(H_{i}(X;R),G)\to 0.}
与同调情形一样，序列会分裂，虽然不是自然分裂。
事实上，假设
{\displaystyle H_{i}(X;G)=\ker \partial _{i}\otimes G/\operatorname {im} \partial _{i+1}\otimes G}
并定义：
{\displaystyle H^{*}(X;G)=\ker(\operatorname {Hom} (\partial ,G))/\operatorname {im} (\operatorname {Hom} (\partial ,G)).}
则上面的h就是规范映射：
{\displaystyle h([f])([x])=f(x).}
另一种观点是用艾伦伯格–麦克莱恩空间表示上同调，当中h将X到{\displaystyle K(G,\ i)}的映射的同伦类映射到同调中导出的相应同态。于是，艾伦伯格–麦克莱恩空间弱右伴随于同调函子。

## 例子：实射影空间的模2上同调
令{\displaystyle X=\mathbb {P} ^{n}(\mathbb {R} )}，即实射影空间。计算X的系数在{\displaystyle R=\mathbb {Z} /2\mathbb {Z} }中的奇异上同调。
已知，整数同调由下式给出：
{\displaystyle H_{i}(X;\mathbf {Z} )={\begin{cases}\mathbf {Z} &i=0{\text{ or }}i=n{\text{ odd,}}\\\mathbf {Z} /2\mathbf {Z} &0<i<n,\ i\ {\text{odd,}}\\0&{\text{otherwise.}}\end{cases}}}
有{\displaystyle {\rm {Ext}}(R,\ R)=R,\ {\rm {Ext}}(\mathbb {Z} ,\ R)=0}，于是上述正合列给出
{\displaystyle \forall i=0,\ldots ,n:\qquad \ H^{i}(X;R)=R.}
事实上，总上同调环结构是
{\displaystyle H^{*}(X;R)=R[w]/\left\langle w^{n+1}\right\rangle .}

## 推论
定理的一个特例是计算整上同调。对有限CW复形X，{\displaystyle H_{i}(X;\ \mathbb {Z} )}是有限生成的，因此有如下分解：
{\displaystyle H_{i}(X;\mathbf {Z} )\cong \mathbf {Z} ^{\beta _{i}(X)}\oplus T_{i},}
其中{\displaystyle \beta _{i}(X)}是X的贝蒂数，{\displaystyle T_{i}}是{\displaystyle H_{i}}的扭部分。可以检验
{\displaystyle \operatorname {Hom} (H_{i}(X),\mathbf {Z} )\cong \operatorname {Hom} (\mathbf {Z} ^{\beta _{i}(X)},\mathbf {Z} )\oplus \operatorname {Hom} (T_{i},\mathbf {Z} )\cong \mathbf {Z} ^{\beta _{i}(X)},}
且
{\displaystyle \operatorname {Ext} (H_{i}(X),\mathbf {Z} )\cong \operatorname {Ext} (\mathbf {Z} ^{\beta _{i}(X)},\mathbf {Z} )\oplus \operatorname {Ext} (T_{i},\mathbf {Z} )\cong T_{i}.}
这给出了整上同调的如下声明：
{\displaystyle H^{i}(X;\mathbf {Z} )\cong \mathbf {Z} ^{\beta _{i}(X)}\oplus T_{i-1}.}
对于有向闭连通n维流形X，这一推论与庞加莱对偶性相结合，得出{\displaystyle \beta _{i}(X)=\beta _{n-i}(X)}。

## 万有系数谱序列
对具有扭系数的（上）同调，有万有系数定理的推广。对于上同调，有
{\displaystyle E_{2}^{p,q}=Ext_{R}^{q}(H_{p}(C_{*}),G)\Rightarrow H^{p+q}(C_{*};G)}
其中R是单位环，{\displaystyle C_{*}}是R上自由模的链复形，G是某单位环S的任意{\displaystyle (R,S)}-双模，{\displaystyle {\rm {Ext}}}是Ext群。微分{\displaystyle {\rm {d}}^{r}}的度为{\displaystyle (1-r,\ r)}。
同调也类似
{\displaystyle E_{p,q}^{2}={\rm {Tor}}_{q}^{R}(H_{p}(C_{*}),G)\Rightarrow H_{*}(C_{*};G)}
其中{\displaystyle {\rm {Tor}}}是Tor群，微分{\displaystyle {\rm {d}}_{r}}的度为{\displaystyle (r-1,\ -r)}。